# Dinastia Chen
La dinastia Chen (cinese: 陳朝, pinyin: Chén cháo)), anche nota come dinastia Chen meridionale, fu la quarta ed ultima dinastia della Cina meridionale. Regnò dal 557 al 589. Fu preceduta dalla dinastia Liang e seguita dalla Dinastia Sui, che riunificò tutta la Cina. Alla morte dell'imperatore Houzhu, nel 589, tutta la Cina venne riunificata da Sui Wendi della dinastia Sui che succedette alle dinastie del Nord e del Sud.

## Storia
Quando la dinastia venne fondata da Wu Di, era estremamente debole, governando solo una piccola porzione del territorio che era stato della dinastia Liang, la cui regione era stata devastata dalle guerre precedenti. Tuttavia Wu Di ed i suoi successori, Wen Di e Fei Di si dimostrarono essere dei buoni leader che riuscirono a consolidare il loro impero fino a portarlo ad una potenza paragonabile a quella dei loro rivali Zhou e Qi. Dopo che la dinastia Zhou venne distrutta da quella dei Qi, nel 577, l'impero dei Chen si ritrovò circondato e pochi anni dopo, sotto Huozou, che si era dimostrato incompetente e troppo indulgente, venne spazzato via dall'impero Sui che era succeduto alla dinastia Zhou.

## Sovrani della dinastia Chen
1. Wu Di (Chen Baxian) (557-559)
2. Wen Di (Chen Qian) (559-566)
3. Fei Di (Chen Bozong) (566-568)
4. Xuan Di (Chen Xu) (568-582)
5. Houzhu (Chen Shubao) (582-589)

## Cronologia politica del periodo
| « Tre Regni » 220-280 : 60 anni                                 | « Tre Regni » 220-280 : 60 anni                         |
| --------------------------------------------------------------- | ------------------------------------------------------- |
| Cina del Nord : Cao Wei a Luoyang                               | Cina del Sud-Ovest: Shu Cina del Sud-Est : Wu           |
| Breve riunificazione : Dinastia Jìn a Luoyang 265-316 : 51 anni |                                                         |
| Nuova frammentazione                                            |                                                         |
| al Nord : «Sedici regni» : 304-439 : 135 anni                   | al Sud : Dinastia Jin orientale: 317-420 : 103 anni     |
| « Dinastie del Nord »                                           | « Dinastie del Sud »                                    |
| Dinastia Wei settentrionale: 386-534 : 148 anni                 | Dinastia Liu Song 420-479 : 59 anni                     |
| Dinastia Wei dell'Est: 534-550 : 16 anni                        | Dinastia Qi o Qi del Sud 479-502 : 23 anni              |
| Dinastia Wei dell'Ovest: 535-556 : 21 anni                      | Dinastia Liang : 502-557 : 55 anni                      |
| Dinastia Qi del Nord: 550-577 : 27 anni                         | Liang posteriore o Liang meridionale: 555-587 : 32 anni |
| Dinastia Zhou del Nord: 557-581 : 24 anni                       | Dinastia Chen: 557-589 : 32 anni                        |